# Arkadiusz Milik
Arkadiusz Krystian Milik (Tihi, 28. veljače 1994.) poljski je nogometaš koji trenutačno igra za Juventus i poljsku nogometnu reprezentaciju. 

## Klupska karijera
Profesionalnu karijeru je započeo u 2010. godini u Rozwój Katowice. Prešao je u Górnik Zabrze za 500.000 zlota, gdje je potpisao jednogodišji ugovor. Debitirao je u Ekstraklasi 31. srpnja 2011. godine protiv Śląsk Wrocława. S 18 godina je potpisao ugovor s Bayer Leverkusen u susjednoj Njemačkoj. Bayer Leverkusen je Milika dva puta poslao na posudbe, prvi u Augsburgu a drugi u nizozemskom Ajaxu. Za Augsburg je odigrao 18 utakmica i postigao je dva gola. Amsterdamski Ajax je početkom travnja 2015. godine otkupio Milikov ugovor s Bayer Leverkusenom. Tijekom prijelaznog roka u 2016. godini su se Ajax i Milik dogovorili da Poljak neće napustiti amsterdamski klub tog ljeta. Ipak je poljski napadač tog ljeta prešao u talijanski Napoli. Ajaxu je pripala odšteta od 35 milijuna eura za Milika, koji je potpisao na pet godina. Poljak je debitirao na domaćem Stadio San Paolo protiv A.C. Milana, gdje je zabio dva gola u 4:2 pobjedi. U kvalifikacijskoj utakmici za Svjetsko prvenstvo 2018. protiv Danske u listopadu 2016. je Poljak ozljedio križne ligamente, zbog koje je trebao izbivati šest mjeseci s terena. Prije ozljede je poljski napadač u šest nastupa u Serie A postigao je četiri gola za Napoli, dok je u prva dva kola Lige prvaka tri puta tresao suparničku mrežu. Međutim, Milik je se brže oporavio od ozljede nego planirano te se već u veljači 2017. našao na popisu Maurizija Sarrija za ligašku utakmicu protiv Bologne. Svoju prvu utakmicu nakon ozljede u listopadu 2016. je zaigrao u prvom susretu osmine finala Lige prvaka, gdje je Real Madrid slavio s 3:1.

## Reprezentativna karijera
Za poljsku nogometnu reprezentaciju je debitirao u 2012. godini i skupio je preko 30 nastupa za domovinu. U listopadu 2012. godine je odigrao prvu utakmici za domovinu protiv Južnoafričke Republike. Tijekom kvalifikacija za Europsko prvenstvo u 2016. je Milik zabio šest golova i asistirao devet puta u devet nastupa za bijele orlove. Poljski nogometni izbornik objavio je u svibnju 2016. popis za nastup na Europskom prvenstvu u Francuskoj, na kojem je se nalazio Milik. U prvoj utakmici na Europskom prvenstvu protiv Sjeverne Irske je zabio jedini pogodak utakmice i pomogao Poljskoj ostvariti pobjedu. U narednim utakmicama je Milik svaku utakmicu započeo u prvih jedanaest, do ispadanja protiv Portugala u četvrtfinalu, gdje je zabio jedan jedanaesterac.

## Vanjske poveznice
- Profil na 90minut.pll